# Kincade
Kincade é uma personagem fictícia do filme 007 Operação Skyfall, 23º filme oficial da franquia cinematográfica do espião britânico James Bond. Assim como o próprio filme e sua história, a personagem não existe em qualquer dos livros de Ian Fleming e foi criada pelos roteiristas do longa-metragem de 2012. É interpretada nas telas pelo ator britânico Albert Finney.

## Características
Kincade é o encarregado de "Skyfall", a antiga mansão semiabandonada da família Bond no isolamento da Escócia, onde James Bond passou a infância com seus pais até a morte deles. Uma figura paternal da infância do espião, ele revela para M muito da vida do pequeno James Bond naquela casa, como o túnel subterrâneo onde se escondeu por dois dias quando seus pais morreram num acidente. Além de encarregado pela velha mansão, ele é o responsável pelas armas de caça do lugar.

## No filme
A personagem aparece no final do filme, quando Bond e M chegam a "Skyfall" vindo de Londres, numa tentativa de atrair o terrorista e vilão Raoul Silva para o embate final. Kincade já entra em cena empunhando uma enorme espingarda de caça, sem saber quem eram os estranhos. Depois de reconhecer Bond, ele o congratula por ainda estar vivo.
Bond quer saber se a casa ainda tem um arsenal, mas Kincade lhe informa que nada sobrou. Todas as armas existentes foram vendidas num inventário da imobiliária para um colecionador norte-americano. Só restam na casa a sua arma e um velho rifle do pai de Bond, Andrew. Kincade, entretanto, lhe presenteia com uma antiga faca de caça, dizendo-lhe que muitas vezes os métodos mais antigos são os mais eficazes.
Kincade leva M para um tour pela grande mansão quase abandonada e lhe mostra a passagem secreta subterrânea onde Bond se escondia quando era criança. Depois ele e Bond testam as armas restantes e ele diz ao agente que atire como lhe ensinou. Bond destrói dois alvos em sequência com o velho rifle. Impressionado, ele pergunta a Bond o que faz para viver. Informado de que os perseguidores devem chegar em breve, Kincade ajuda Bond e M a armarem explosivos e armadilhas pela casa e pelo terreno, com a munição que ainda existe na propriedade, inclusive minando o próprio carro de 007.
Durante a batalha na propriedade após a chegada de Silva e seus homens num helicóptero, Kincade mata dois deles com seu rifle de caça e foge com M pela passagem subterrânea que dá nos campos ao redor da mansão por ordem de Bond, enquanto as armadilhas explosivas vão eliminado os invasores. Quando saem do túnel no campo, Kincade nota que M está ferida e a ajuda a caminhar, fugindo da casa que explode e incendeia.
Escondidos numa cabana de caça na área, Kincade sai para procurar uma bandagem para M e quando volta, ela está rendida por Silva, o único sobrevivente da refrega. Rendido, ele testemunha a aparição de 007, que tendo matado o último capanga do terrorista, aparece na hora em que ele pretendia matar-se junto com M, de quem buscava vingança. Kincade testemunha Bond matar Silva lançando-lhe sua faca nas costas e a morte de M nos braços de 007, causada pelo ferimento à bala sofrido anteriormente.